# 結婚防衛法
結婚防衛法（けっこんぼうえいほう、英語: Defense of Marriage Act、DOMA法）は、婚姻関係を定義することを目的に、1996年にアメリカ合衆国議会が発議したアメリカ合衆国の連邦法。1996年9月21日にビル・クリントン大統領が法案に署名し、成立した。2013年、最高裁判所がアメリカ合衆国対ウィンザーでこの法律の一部を違憲と判断した。

## 背景
同性間の結婚は、1980年代まで世間一般の支持を受けることはあまりなかった。しかし、1989年にデンマークが同性間のカップルに対しても異性間の結婚に似たような権利を与えることになったのをきっかけに、アメリカでも同性間の結婚について議論する必要性が日々増して行った。こうした背景で誕生したのが結婚防衛法である。結婚防衛法ではあくまでも婚姻は1人の男性と1人の女性が結び付くことによって成立するとし、各州に同性間の結婚を却下する権限を与えた。1996年、ビル・クリントン大統領が法案に署名し、成立した。
2013年、最高裁判所がアメリカ合衆国対ウィンザーの判決において、この法律の一部を違憲と判断した。アメリカ合衆国憲法修正第14条の法の下の平等と、アメリカ合衆国憲法修正第5条のデュー・プロセス・オブ・ローを適切に適用していないためであった。